# Borowica (rzeka)
Borowica (bułg. Боровица) – rzeka w południowej Bułgarii, w obwodzie Smolan i obwodzie Kyrdżali.
Rzeka wypływa pod nazwą Chambardere na wysokości na wysokości 1622 m n.p.m., z grzbietu Pereliksko-Presnanskija, u podnóża szczytu górskiego Ełwarinka (1715 m n.p.m.) w Rodopach Zachodnich. Wpada do lewego brzegu Ardy, na wysokości 331,5 m n.p.m.
Rzeka ma 42,1 km długości, średni przypływ wynosi 5 m³/s oraz powierzchnię dorzecza o wielkości 301 km², co stanowi 5,19% powierzchni dorzecza Ardy.
Ujściami rzeki są:
- lewe dopływy: Biczka, Kokezdere, Jajłydere, Ewdere, Kodżadere.
- prawe dopływy: Murowska reka, Czatyrdere, Sususdere.

Rzeka przepływa przez 3 miejscowości: Bezwodno, Wojnowo, Nenkowo.